# Satyagraha (opera)

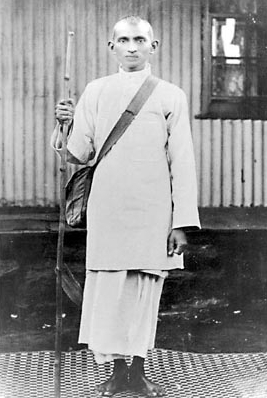
Gandhi klädd som en satyagrahi, en ickevålds-aktivist.

Satyagraha (sanskrit सत्याग्रह, satyāgraha "fasthållande vid sanningen") är en opera i tre akter för orkester, kör och solister från 1980 med musik av Philip Glass, med libretto av Glass och Constance de Jong. Operan är löst baserad på Mahatma Gandhis liv, och har fått sitt namn från Gandhis icke-våldsfilosofi satyagraha. Texten, som är från Bhagavad Gita, sjungs på sanskrit. 
Verket är den andra av tre så kallade porträttoperor som Glass skrev på 1970- och 1980-talen. De andra två är Einstein on the Beach (1976) och Akhnaten (1983). Operan hade premiär den 5 september 1980 på Stadsschouwburg i Rotterdam.
Glass musikstil kan brett beskrivas som minimalistisk. Verket är tonsatt för 2 sopraner, 2 mezzosopraner, 2 tenorer, en baryton, 2 basar, en stor SATB-kör och en orkester bestående av stråkar och träblåsinstrument endast, inga bleckblåsinstrument eller slagverk.

## Historia
Glass intresse för Gandhis liv och lära sammanföll med att han i mitten av 1960-talet vände sig till den indiska musiken. Övertygad om aktualiteten av Gandhis lära lät han sin Einsteinopera följas av ett Gandhiporträtt. Tolstoj, Rabindranath Tagore och Martin Luther King, som representerar varsin akt, är historiska representanter för denna princip, andliga förebilder från skilda tider, kulturer och religioner med olika mål för sina handlingar. Endast bevekelsegrunderna förenar dem: medkänsla och kärlek. Inte bara operans första scen, som är baserad på Bhagavad-Gita, en av de centrala scenerna ur Mahabharata, utan även andra sanskrittexter baserade på hinduismens religiösa traditioner, så att rollgestalterna utformas till att bli såväl representanter för historiska gestalter som förmedlare av heliga texter. Glass inriktar sig här, liksom i alla sina verk, på att smälta samman uråldrig visdom med dagsaktualiteter. Musik och ämnesval står i en sällsam överensstämmelse. Upprepandet av samma klangmönster leder till i sig lugnande och vibrerande klangfält och följer därmed Satyagrahas riktning: att bli till ett med den kosmiska energin. Glass använder sig här av en stråkensemble och en stor kör, vilket i jämförelse med Einstein on the Beach ger en mjukare klang. Till grund för varje scen, ibland rent av för ett solo- eller ensembleavsnitt, ligger ett oföränderligt melodi- eller harmonimönster, där den harmoniska upp- eller nedtoningen skapar omväxling och spänning. Verket gjorde starkt intryck på människorna som var mottagliga för idéerna om motstånd genom icke-våld: anhängare av fredsrörelsen, kärnkraftsmotståndare, religiöst motiverade sökare efter en väg bortom konsumtionsterrorn.
Uppsättningen från uruppförandet i Rotterdam 1980 gästspelade i Utrecht, Scheveningen och Amsterdam och kom 1981 till New York. Satyagraha är en ovanlig opera, inte så mycket på grund av de ovanliga tekniker som används, utan framförallt genom sina etiska och religiösa dimensioner.

## Personer
- Mohandas Karamchand Gandhi (tenor)
- Miss Schlesen, hans sekreterare (sopran)
- Mrs Naidoo, en indisk medarbeterska (sopran)
- Kasturbai, Gandhis hustru (mezzosopran eller alt)
- Mr Kallenbach, en europeisk medarbetare (basstämma)
- Parsi Rustomji, en indisk medarbetare (basstämma)
- Mrs Alexander, en vänskaplig europeiska (alt)
- Arjuna (tenor)
- Krishna (basstämma)
- Duryodhana (stum roll)
- Leo Tolstoj (stum roll)
- Rabindranath Tagore (stum roll)
- Martin Luther King (stum roll)

## Handling
Akt I "Tolstoj"
Scen 1
"Kuru". Rättfärdighetens fält och ett mytiskt slagfält, men samtidigt en savann i Sydafrika. Två härar står stridsberedda mot varandra. I likhet med den mytiske hjälten Arjuna frågar sig Gandhi om han har rätt att kämpa. Guden Krishna upplyser honom om att människorna inte kan handla på annat sätt än utifrån sina bevekelsegrunder. Är dessa rena, får hon strida, eftersom det då varken kommer att finnas seger eller nederlag, inga vänner eller fiender, utan endast sanningen.
Scen 2 
På "Tolstojs gård", 1910. I Sydafrika har Gandhi i den ryske poeten, filosofen och fredsbringaren Tolstojs anda grunda ett kooperativ och utövar här Satyagraha, att handla utifrån rena bevekelsegrunder.
Scen 3
"Löftet". Under bar himmel 1906. Den sydafrikanska regeringen har förstärkt rasdiskrimineringspolitiken med "Black Act". Indiern utlovar gemensamt motstånd i Satyagrahas anda.
Akt II "Tagore"
Scen 1
"Konfrontation och räddning", 1896. I utkanterna av en europeisk bosättning i Sydafrika. Européerna är rädda att förlora sina privilegier. Gandhi stenas, motståndet genom ickevåld prövas. Han räddas av en europeiska.
Scen 2
"Indian opinion", 1906. Gandhi skall sprida sina idéer med hjälp av tidningen "Indian opinion".
Scen 3
"Protest". Öppna fält, 1908. Gandhi och hans anhängare lovar att föra sin kamp utan att visa hat. De bränner sina pass för att likställa sig med utvisade och fängslade.
Akt III
"Marschen mot Newcastle", ett mytiskt slagfält, men samtidigt savannen i Sydafrika, 1913. Gandhis idéer sprids. Marschen mot Newcastle blir framgångsrik. Såväl regering som polis står maktlösa: inget motstånd, inga angreppspunkter, och man kan inte spärra in tusentals människor. Gandhi formulerar sin insikt: Satyagraha måste återerövras på nytt varje dag. Men varje människa som strävar efter upplysning kan vara säker på att denna ger henne hjälp.